# Abdullah Jaber
Khaled Jemal Abdulrahman Salem (arab. عبد الله جابر; ur. 17 lutego 1993 w At-Tajjibie) – palestyński piłkarz grający na pozycji obrońcy. Od 2015 jest zawodnikiem klubu Ahli Al-Khaleel.

## Kariera piłkarska
Swoją karierę piłkarską Salem rozpoczął w izraelskim klubie Hapoel Kefar Sawa. W 2010 roku podjął treningi w juniorach klubu Hapoel Ironi Nir Ramat ha-Szaron. W sezonie 2010/2011 zadebiutował w nim w pierwszej lidze izraelskiej, jednak przez dwa lata był to jego jedyny ligowy mecz.
W 2013 roku Salem przeszedł do palestyńskiego Hilal Al-Quds Club. W 2015 roku został zawodnikiem Ahli Al-Khaleel. W sezonie 2017/2018 wywalczył z nim wicemistrzostwo West Bank Premier League.

## Kariera reprezentacyjna
W reprezentacji Palestyny Jaber zadebiutował 19 maja 2014 w wygranym 1:0 meczu eliminacji do Pucharu Azji 2015 z Kirgistanem. W 2015 roku został powołany do kadry na Puchar Azji 2015, a w 2019 na Puchar Azji 2019.